# Зеленяр вохристоволий

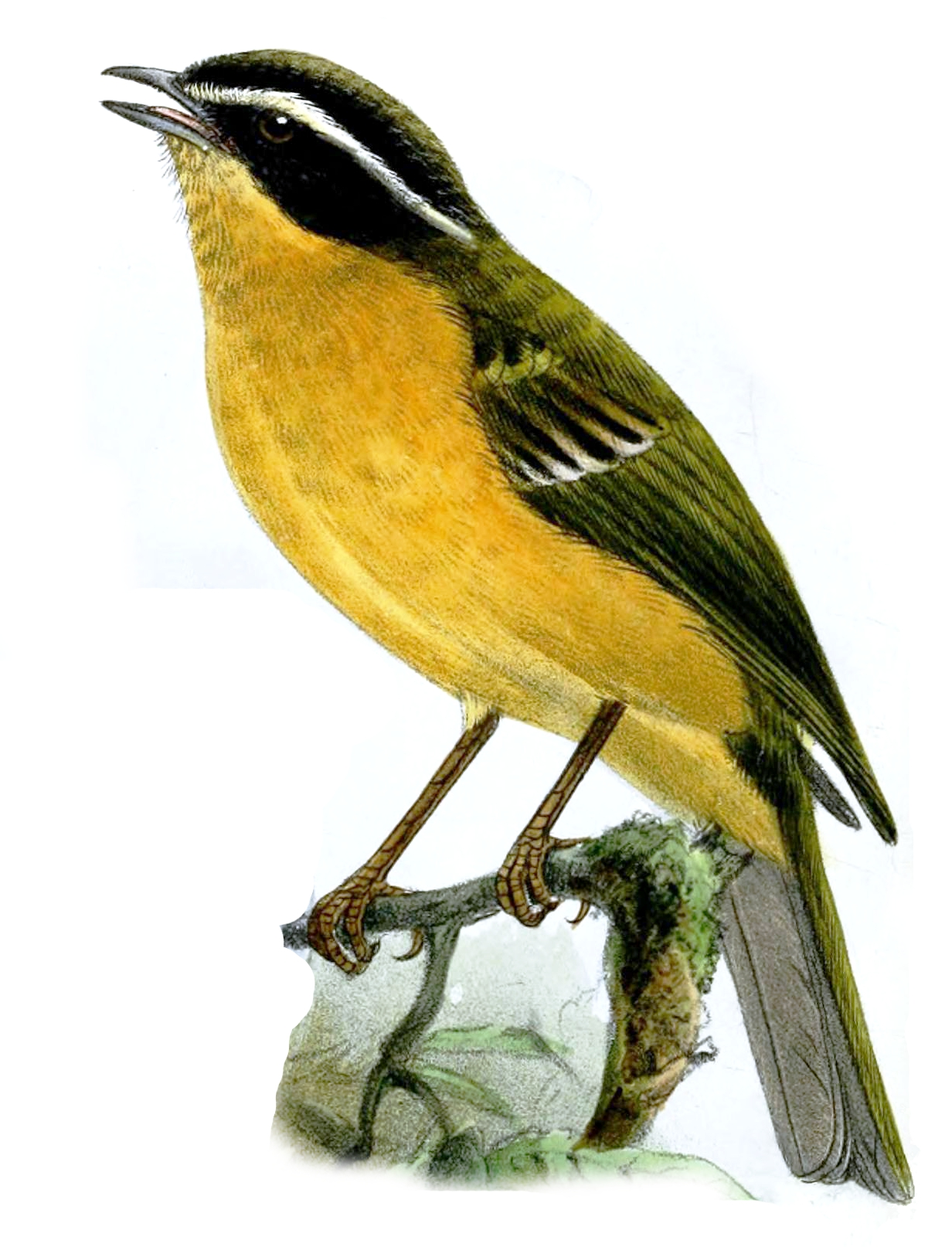
Вохристоволий зеленяр

Зеленя́р вохристоволий (Microspingus trifasciatus) — вид горобцеподібних птахів родини саякових (Thraupidae). Мешкає в Перу й Болівії.

## Поширення і екологія
Вохристоволі зеленярі мешкають на східних схилах Анд у Перу (на південь від Уануко, на захід від річки Уайяґа) та в Болівії (на південь до Кочабамби). Вони живуть на узліссях вологих гірських тропічних лісів, поблизу верхньої межі лісу. Зустрічаються на висоті від 2900 до 3600 м над рівнем моря.